# Teoria della detezione del segnale
La teoria della detezione del segnale o teoria della rilevazione è un metodo per quantificare l'abilità di distinguere, in un segnale, il segnale vero e proprio portatore di informazioni dal rumore. 

Gli inizi della ricerca furono effettuati da tecnici radar. La teoria sugli aspetti psicologici vide le sue prime pubblicazioni ad opera di Wilson P. Tallner e John A. Swets nel 1954.

## Usi
La teoria si applica su diversi campi come i vari tipi di diagnostica, nel quale risulta fondamentale ricevere un segnale preciso e pulito, sul controllo qualità, nel campo delle telecomunicazioni  e nella psicologia. L'idea è simile a quella alla base del rapporto segnale/rumore utilizzato in campi scientifici ed è usata anche nel campo della gestione degli allarmi nel quale è importante che l'apparato distingua efficacemente solo gli stimoli corretti.

## Formalizzazione
A partire da un'osservazione {\displaystyle y}, nel caso in cui si debba prendere una decisione tra le due ipotesi:
- {\displaystyle H_{0}} segnale assente,
- {\displaystyle H_{1}} segnale presente

Per poter applicare la teoria della rivelazione ad un insieme di dati dove i segnali sono sia presenti che assenti, e l'osservatore deve identificare, in ogni prova, la presenza o l'assenza del segnale, gli studiosi hanno schematizzato le varie situazioni che possono presentarsi
|                  | Risposta "Segnale assente" | Risposta "Segnale presente" |
| ---------------- | -------------------------- | --------------------------- |
| Segnale presente | Segnale non rivelato       | Segnale ricevuto            |
| Segnale assente  | Reazione corretta          | Falso allarme               |

## Criterio MAP
L'approccio classico è quello di scegliere {\displaystyle H_{0}} quando {\displaystyle p(H_{0}|y)>p(H_{1}|y)} e {\displaystyle H_{1}} nel caso contrario. Usualmente ciò che si conosce sono le probabilità condizionate, {\displaystyle p(y|H_{0})} e {\displaystyle p(y|H_{1})}, e le probabilità a priori
{\displaystyle p(H_{0})=\pi _{0}} e {\displaystyle p(H_{1})=\pi _{1}}. Quindi, per il teorema di Bayes:
{\displaystyle p(H_{0}|y)={\frac {p(y|H_{0})\cdot \pi _{0}}{p(y)}}},
{\displaystyle p(H_{1}|y)={\frac {p(y|H_{1})\cdot \pi _{1}}{p(y)}}}
dove p(y) è la probabilità totale dell'evento y,
{\displaystyle p(y)=p(y|H_{0})\cdot \pi _{0}+p(y|H_{1})\cdot \pi _{1}}.
{\displaystyle H_{1}} è la scelta effettuata nel caso in cui
{\displaystyle {\frac {p(y|H_{1})\cdot \pi _{1}}{p(y|H_{0})\cdot \pi _{0}+p(y|H_{1})\cdot \pi _{1}}}\geq {\frac {p(y|H_{0})\cdot \pi _{0}}{p(y|H_{0})\cdot \pi _{0}+p(y|H_{1})\cdot \pi _{1}}}\Rightarrow {\frac {p(y|H_{1})}{p(y|H_{0})}}\geq {\frac {\pi _{0}}{\pi _{1}}}}
e {\displaystyle H_{0}} nel caso contrario.

Spesso, il rapporto {\displaystyle {\frac {\pi _{1}}{\pi _{0}}}} è indicato con il simbolo {\displaystyle \tau _{MAP}} e il rapporto {\displaystyle L(y)={\frac {p(y|H_{1})}{p(y|H_{0})}}} è chiamato rapporto di verosimiglianza.
Usando questa terminologia, {\displaystyle H_{1}} è scelta nel caso {\displaystyle L(y)\geq \tau _{MAP}}.  
Questo criterio è chiamato "Criterio della Massima Probabilità A Posteriori" (MAP).

## Criterio di Bayes
In alcuni casi è più importante rispondere appropriatamente nell'ipotesi {\displaystyle H_{1}} di quanto lo sia nell'ipotesi {\displaystyle H_{0}}. Per esempio, se si sta provando a rivelare la presenza di un bombardiere che trasporta un'arma nucleare, è molto più importante abbattere il bombardiere se è presente, di quanto non lo sia inviare uno squadrone di aerei da caccia per ispezionare un falso allarme (assumendo un'alta disponibilità di squadroni di aerei da caccia). Il criterio di Bayes è un approccio utile per questi casi .
Una misura di utilità è associata ad ognuna delle quattro seguenti situazioni:
- {\displaystyle U_{11}}:  Si risponde appropriatamente ad {\displaystyle H_{1}} ed {\displaystyle H_{1}} è vero (l'aereo da caccia distrugge il bombardiere);
- {\displaystyle U_{10}}:  Si risponde appropriatamente ad {\displaystyle H_{1}} ma {\displaystyle H_{0}} è vero: gli aerei da caccia sono inviati inutilmente
- {\displaystyle U_{01}}:  Si risponde appropriatamente ad {\displaystyle H_{0}} ma {\displaystyle H_{1}} è vero: il bombardiere distrugge la città senza essere individuato;
- {\displaystyle U_{00}}:  Si risponde appropriatamente ad {\displaystyle H_{0}} e {\displaystyle H_{0}} è vero: gli aerei da caccia non vengono inviati e il bombardiere non è nell'area controllata;

Come mostrato, ciò che conta sono le differenze {\displaystyle U_{11}-U_{01}} e {\displaystyle U_{00}-U_{10}}.
Similmente ci sono quattro probabilità {\displaystyle P_{11}}, {\displaystyle P_{10}}, etc., per ognuno dei casi (che dipendono dalla specifica strategia di decisione).
L'approccio del criterio di Bayes è quello di massimizzare l'utilità attesa:
{\displaystyle U=P_{11}\cdot U_{11}+P_{01}\cdot U_{01}+P_{10}\cdot U_{10}+P_{00}\cdot U_{00}}
{\displaystyle U=P_{11}\cdot U_{11}+(1-P_{11})\cdot U_{01}+P_{10}\cdot U_{10}+(1-P_{10})\cdot U_{00}}
{\displaystyle U=U_{01}+U_{00}+P_{11}\cdot (U_{11}-U_{01})-P_{10}\cdot (U_{00}-U_{10})}
Allora, può essere massimizzata la somma
{\displaystyle U'=P_{11}\cdot (U_{11}-U_{01})-P_{10}\cdot (U_{00}-U_{10})},
e attraverso le seguenti sostituzioni
{\displaystyle P_{11}=\pi _{1}\cdot \int _{R_{1}}p(y|H_{1})\,dy}
{\displaystyle P_{10}=\pi _{0}\cdot \int _{R_{1}}p(y|H_{0})\,dy}
in cui {\displaystyle \pi _{1}} e {\displaystyle \pi _{2}} sono le probabilità a priori {\displaystyle P(H1)} e {\displaystyle P(H2)}, e {\displaystyle R_{1}} è la regione di decisione degli eventi in osservazione, y, a cui si risponde correttamente nel caso in cui {\displaystyle H_{1}} sia vero.
{\displaystyle \Rightarrow U'=\int _{R_{1}}\left\{\pi _{1}\cdot (U_{11}-U_{01})\cdot p(y|H_{1})-\pi _{0}\cdot (U_{00}-U_{10})\cdot p(y|H_{0})\right\}\,dy}
{\displaystyle U'} e quindi {\displaystyle U} sono massimizzati estendendo {\displaystyle R_{1}} sulla regione in cui 
{\displaystyle \pi _{1}\cdot (U_{11}-U_{01})\cdot p(y|H1)-\pi _{0}\cdot (U_{00}-U_{10})\cdot p(y|H_{0})>0}
Ciò è realizzato scegliendo {\displaystyle H_{0}} nel caso
{\displaystyle \pi _{0}\cdot (U_{00}-U_{10})\cdot p(y|H_{0})\geq \pi _{1}\cdot (U_{11}-U_{01})\cdot p(y|H1)}
{\displaystyle \Rightarrow L(y)\equiv {\frac {p(y|H_{0})}{p(y|H_{1})}}\geq {\frac {\pi _{1}\cdot (U_{11}-U_{01})}{\pi _{0}\cdot (U_{00}-U_{10})}}\equiv \tau _{B}}
e {\displaystyle H_{1}} altrimenti, in cui {\displaystyle L(y)} è il cosiddetto rapporto di verosimiglianza.

## Applicazioni in psicologia
La teoria della detezione del segnale, in inglese SDT (Signal Detection Theory) è usata dagli psicologi ogniqualvolta devono misurare il modo con cui un soggetto prende le decisioni in condizioni di incertezza, per esempio nello studio delle stime nella valutazione della distanza in caso di nebbia. La teoria oltre a descrivere un numero di determinanti psicologiche di come sia possibile localizzare e purificare il segnale, descrive anche come si modificano le varie soglie di percezione, le quali sono influenzate da fattori come l'aspettativa, l'esperienza, lo stato psicologico (ad esempio una sentinella in tempo di guerra probabilmente riuscirà a captare un suono più lontano e remoto rispetto ad una in tempo di pace). 

La SDT stabilisce che il soggetto che prende la decisione non si comporta come un ricevitore passivo di informazioni, ma come un attivo "decisore" che elabora giudizi complicati in condizioni di incertezza e rielabora i dati da lui ricevuti. In caso di nebbia, il soggetto è forzato a decidere quanto sia lontano da lui un determinato oggetto, basandosi esclusivamente da un segnale, che proviene dalla vista, in cui è presente un rumore (la nebbia) che altera la percezione iniziale. Poiché il cervello utilizza la luminosità degli oggetti, ad esempio le luci dei semafori, per valutare la distanza dell'oggetto, la nebbia, diminuendo la luminosità, fa apparire il semaforo molto più distante di quanto esso sia.

### Sensibilità o capacità di discriminazione
Essenzialmente, la sensitività si riferisce a quanto sia semplice o difficile individuare un segnale specifico nello sfondo. Per esempio, studiando, risulta più semplice ricordare parole che sono state viste o udite in precedenza. Al contrario, ricordarsi 30 parole è più difficile che ricordarne 5 e rende la discriminazione più difficile. 

Uno dei metodi statistici più usati per il calcolo della sensibilità è il 'd test, ma sono utilizzate anche misurazioni senza parametri.

### Il pregiudizio
Il pregiudizio è la misura in cui una data risposta è più probabile di un'altra. Per esempio, un ricevitore può rispondere maggiormente di aver captato il segnale o di non averlo captato,  indipendentemente dalla reale presenza dello stesso.  Per esempio, se c'è una penalità per il ricevitore quando non si accorge della presenza del segnale o quando produce un falso allarme, ciò può influenzare il pregiudizio; se il segnale è una bomba e quindi in caso di "segnale perso" può incrementare considerevolmente la probabilità di morte, un pregiudizio su "falso allarme" è normale. Al contrario, falsi allarmi troppo frequenti tendono, nel tempo, a modificare le persone, con pregiudizio rivolto verso "Segnale perso".